# Antonio Nicola Cantalamessa
Antonio Nicola (Tonino) Cantalamessa (ur. 23 października 1940 w Sulmonie, zm. 30 maja 2017 w Neapolu) – włoski polityk i samorządowiec, od 1988 do 1989 poseł do Parlamentu Europejskiego.

## Życiorys
Zdobył wykształcenie wyższe. Zamieszkał w Neapolu, pracował zawodowo m.in. jako dziennikarz i agent ubezpieczeniowy. Zaangażował się w działalność polityczną w ramach Włoskiego Ruchu Społecznego. Był członkiem rad miejskich w Portici (1965–1975) i Neapolu (1975–1980, 1987–1990), a także przez cztery kadencje radnym regionalnym w Kampanii (1980–1985, 1990–2004). W 1980 zaangażował się w pomoc ofiarom trzęsienia ziemi. W 1984 bez powodzenia kandydował do Parlamentu Europejskiego, mandat uzyskał 1 września 1988 w miejsce Antonino Tripodiego. Przystąpił do Prawicy Europejskiej, należał m.in. do Komisji ds. Środowiska Naturalnego, Zdrowia Publicznego i Ochrony Konsumentów oraz Delegacji ds. stosunków z Chińską Republiką Ludową. W 1989 bez powodzenia ubiegał się o reelekcję do Europarlamentu. Po przekształceniu MSI przystąpił do Sojuszu Narodowego, został też m.in. szefem funduszu Equitalia Polis.
Jego syn Gianluca Cantalamessa jest członkiem Izby Deputowanych z ramienia Ligi Północnej.